# Andrew Hughes (calciatore 1992)
Andrew Martyn Hughes (Cardiff, 5 giugno 1992) è un calciatore gallese, difensore del Preston N.E.

## Caratteristiche tecniche
È un terzino sinistro.

## Carriera
Cresciuto nel settore giovanile del Newport County, debutta in prima squadra il 15 gennaio 2011 giocando il match di FA Trophy perso 4-2 contro il Mansfield Town. Con il club giallonero gioca 161 presenze nell'arco di sei stagioni in cui ottiene la promozione in Football League Two nel 2013. Il  6 giugno 2016 si trasferisce al Peterborough Utd in Football League One dove gioca da titolare per due stagioni giocando 102 incontri fra campionato e coppe nazionali. Nel 2018 cambia nuovamente maglia passando al Preston N.E. in Championship.

## Statistiche
Statistiche aggiornate al 12 febbraio 2021.

### Presenze e reti nei club
| Stagione                | Squadra                 | Campionato              | Campionato | Campionato | Coppe nazionali | Coppe nazionali | Coppe nazionali | Coppe continentali | Coppe continentali | Coppe continentali | Altre coppe | Altre coppe | Altre coppe | Totale | Totale | Totale |
| Stagione                | Squadra                 | Comp                    | Pres       | Reti       | Comp            | Pres            | Reti            | Comp               | Pres               | Reti               | Comp        | Pres        | Reti        | Pres   | Reti   |        |
| ----------------------- | ----------------------- | ----------------------- | ---------- | ---------- | --------------- | --------------- | --------------- | ------------------ | ------------------ | ------------------ | ----------- | ----------- | ----------- | ------ | ------ | ------ |
| 2010-2011               | Newport County          | NAT                     | 10         | 1          | FACup           | 0               | 0               |                    | -                  | -                  | FA Trophy   | 1           | 0           | 11     | 1      |        |
| 2011-2012               | Newport County          | NAT                     | 38         | 0          | FACup           | 2               | 0               |                    | -                  | -                  | FA Trophy   | 7           | 0           | 47     | 0      |        |
| 2012-2013               | Newport County          | NAT                     | 26         | 0          | FACup           | 1               | 0               |                    | -                  | -                  | FA Trophy   | 0           | 0           | 27     | 0      |        |
| 2013-2014               | Newport County          | FL2                     | 26         | 2          | FACup+CdL       | 1+2             | 0               |                    | -                  | -                  | EFL Trophy  | 2           | 0           | 31     | 2      |        |
| 2014-2015               | Newport County          | FL2                     | 16         | 1          | FACup+CdL       | 1+0             | 0               |                    | -                  | -                  | EFL Trophy  | 0           | 0           | 17     | 1      |        |
| 2015-2016               | Newport County          | FL2                     | 25         | 0          | FACup+CdL       | 3+0             | 0               |                    | -                  | -                  | EFL Trophy  | 0           | 0           | 28     | 0      |        |
| Totale Newport County   | Totale Newport County   | Totale Newport County   | 141        | 4          |                 | 10              | 1               |                    | -                  | -                  |             | 10          | 0           | 161    | 4      |        |
| 2016-2017               | Peterborough Utd        | FL1                     | 39         | 1          | FACup+CdL       | 4+2             | 0               |                    | -                  | -                  | EFL Trophy  | 1           | 0           | 46     | 1      |        |
| 2017-2018               | Peterborough Utd        | FL1                     | 43         | 2          | FACup+CdL       | 6+1             | 1+0             |                    | -                  | -                  | EFL Trophy  | 6           | 0           | 56     | 3      |        |
| Totale Peterborough Utd | Totale Peterborough Utd | Totale Peterborough Utd | 82         | 3          |                 | 13              | 1               |                    | -                  | -                  |             | 7           | 0           | 102    | 4      |        |
| 2018-2019               | Preston N.E.            | FLC                     | 32         | 3          | FACup+CdL       | 1+1             | 1+0             |                    | -                  | -                  |             | -           | -           | 34     | 4      |        |
| 2019-2020               | Preston N.E.            | FLC                     | 28         | 0          | FACup+CdL       | 0               | 0               |                    | -                  | -                  |             | -           | -           | 28     | 0      |        |
| 2020-2021               | Preston N.E.            | FLC                     | 19         | 0          | FACup+CdL       | 1+1             | 0               |                    | -                  | -                  |             | -           | -           | 21     | 0      |        |
| Totale Preston N.E.     | Totale Preston N.E.     | Totale Preston N.E.     | 79         | 3          |                 | 4               | 1               |                    | -                  | -                  |             | -           | -           | 83     | 4      |        |
| Totale carriera         | Totale carriera         | Totale carriera         | 302        | 10         |                 | 27              | 2               |                    | -                  | -                  |             | 17          | 0           | 346    | 12     |        |